# 鳥獣人物戯画

鳥獣人物戯画

鳥獣人物戯画（ちょうじゅうじんぶつぎが）は、京都市右京区の高山寺に伝わる紙本墨画の絵巻物。国宝。鳥獣戯画とも呼ばれる。現在の構成は、甲・乙・丙・丁と呼ばれる全4巻からなる。内容は当時の世相を反映して動物や人物を戯画的に描いたもので、嗚呼絵（おこえ）に始まる戯画の集大成といえる。元来、表面裏面に書かれていたものが裏打ちで剥ぎ取られ現在に伝わる状態になっていることが近年の修復で判明している。
一部の場面には現在の漫画に用いられている効果に類似した手法が見られることもあって、「日本最古の漫画」とも称される。
成立については、各巻の間に明確なつながりがなく、筆致・画風も違うため、12世紀 - 13世紀（平安時代末期 - 鎌倉時代初期）の幅のある年代に複数の作者によって、別個の作品として制作背景も異にして描かれたが、高山寺に伝来した結果、鳥獣人物戯画として集成したものとされる。
作者には戯画の名手として伝えられる鳥羽僧正覚猷（とばそうじょう かくゆう）が擬されてきたが、それを示す資料はなく、前述の通り各巻の成立は年代・作者が異なるとみられることからも、実際に一部でも鳥羽僧正の筆が加わっているかどうかは疑わしい。
現在は部分的に欠落した絵巻の一画面を掛け軸にした「断簡」や、原本で失われた画面を写し留めている「模本」が東京国立博物館、京都国立博物館、ホノルル美術館等に寄託保管されている。

## 各巻の内容および断簡・模本
鳥獣人物戯画は製作されてから800年程度と長い年月を経過し、また多数の作品を集めた性格から、描かれた当時の形態を留めていない。脱落や繋ぎの変更があり、本来は鳥獣人物戯画の一部であったと思われる断簡が多数ある。それらは現在の形になる以前に模写された模本により、描かれた当時の姿、あるいは時代経過に従って進む錯簡を推定することができる。

### 甲巻
様々な動物による水遊び・賭射/賭弓（のりゆみ）・相撲といった遊戯や法要・喧嘩などの場面が描かれる。描かれた萩などの植生から、秋の光景とみられる。断簡や模本から、甲巻は成立当初は2巻立て以上のそれら自体で独立した絵巻物だったと考えられ、内、少なくとも1巻は、草むらからの蛇の出現によって動物たちは遁走し、遊戯が終わりを迎えるという構成だった。現在の甲巻は、後世に遭遇した火災による焼損被害や、失われた（恐らくは何らかの形で持ち去られた）断簡による不自然さを補うための加筆が一部に見られる。
2009年（平成21年）から4年かけて行われた大規模な修理において甲巻の中盤と後半の絵が入れ替わっていることが判明した。室町時代の戦乱時に高山寺の伽藍が焼けた記録が残っているが、この時に一度持ち去られた可能性があり、後に回収してつなぎ直した際に順序が入れ替わった可能性あり。
。

### 乙巻
馬・牛・鷹・犬・鶏・山羊といった身の回りの動物だけでなく、豹・虎・象・獅子・麒麟・竜・獏といった海外の動物や架空の動物も含め、さまざまな動物の生態が描かれており、動物図鑑としての性質が強い巻。絵師たちが絵を描く際に手本とする粉本であった可能性も指摘されている。

### 丙巻
前半10枚は人々による遊戯を、後半10枚は甲巻の様に動物による遊戯を描いている。後半部分については、甲巻の動物の遊戯を手本に描かれたものとも言われる。
前半と後半の筆致に違いがあることから、別々に描かれた絵巻を合成して1巻とした巻とみられていたが、京都国立博物館による修復過程で元は表に人物画、裏に動物画を描いた1枚だった和紙を薄く2枚にはがし繋ぎ合わせて絵巻物に仕立て直したものだと分かった。19枚目の歩く蛙の絵に墨跡があり、2枚目のすごろく遊びをする人の絵と背中合わせにすると、19枚目の墨跡（烏帽子の滲み）と2枚目の人物画の烏帽子の位置と合致すると判明した後、この他にも1枚目と20枚目、3枚目と18枚目というように墨跡などが合致することが分かった。これにより元々は10枚の人物画の裏に動物画が描かれ、江戸時代に鑑賞しやすいように2枚に分けられたと推定されている。

### 丁巻
人々による遊戯の他、法要や宮中行事も描かれている。描線は奔放で、他の巻との筆致の違いが際立つ巻。

### 断簡

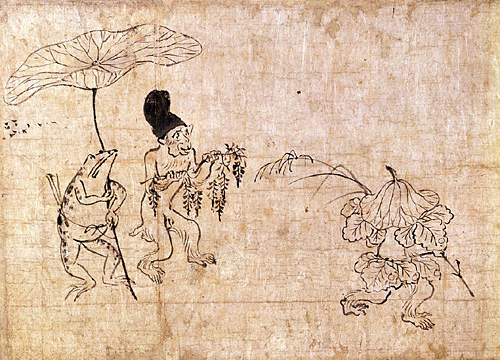
甲巻から分割された断簡の後半部分。烏帽子を被る猿に、蓮葉の傘を差し掛ける蛙。東京国立博物館所蔵。

#### 東京国立博物館蔵
縦30.7センチメートル、横83.2センチメートル、中央の横長の紙に左右に横の短い紙が継がれており、現在は掛軸に表装されている。右から、ツバの長い帽子や下駄を身につけ扇を操る蛙、木の葉の帽子や太刀に見立てた枝を身につける狐、頭、肩口、腰回りに木の葉を身につける猿、烏帽子を被る猿、その猿の上を被う傘がわりの大きな葉を持つ蛙が描かれている。上述の国宝4巻のうち、甲巻第16紙の前に繋がる部分が描かれており、継ぎ目に押される「高山寺」の朱印が押された形跡がないことから、比較的早い時期に分断されたものと考えられている。上述の国宝の調査によって国宝との一連性が明らかとなったため、2017年（平成29年）に重要文化財に指定された。現在は独立行政法人国立文化財機構が所有し、東京国立博物館が保管している。

#### その他
- 益田家旧蔵断簡（実業家・茶人である益田孝が収集していた）
- 高松家旧蔵断簡（ブルックリン美術館寄託、A.B.マーチン旧蔵）
- MIHO MUSEUM所蔵断簡　2点。1点は甲巻系、1点は丁巻系[6][7]

### 模本
- 住吉家伝来模本（江戸幕府の御用絵師だった家系に伝わっていた「兎猿遊戯中巻」）
- 長尾家旧蔵模本（ホノルル美術館蔵）：この模本にのみ見られる特徴として、サルの顔だけ朱塗りが施されている。
- 京都国立博物館所蔵模本（狩野探幽によって模写。長尾家旧蔵模本から更に模したものとされる）

## その他
- 1966年（昭和41年）に同人グループ映像社がこれを基に短編映画を制作している。またその映画の音楽を基に間宮芳生が合唱のためのコンポジションシリーズの一つとして鳥獣戯画というタイトルの作品を製作している。
- 福音館書店『こどものとも』で『かえるのごほうび』として、甲巻から場面を抽出してコマ割りされ、新たなストーリーを構成して使用された。
- 2005年（平成17年）にはキリンビバレッジ「茶来」のおまけとして鳥獣人物戯画のカエル・ウサギ・キツネ・サルの携帯ストラップが登場した。
- 「劇団鳥獣戯画」という絵巻物から名前をとったミュージカル劇団がある。
- 2013年（平成25年）1月25日、岩手県平泉町の柳之御所遺跡で、カエルを擬人化した絵が書かれた木片が出土したと岩手県教育委員会が発表した。木片は、他に出土した遺物などから12世紀後半奥州藤原氏の時代のものと見られ、鳥獣人物戯画の成立時期と同じ時代とされる。都の最先端の表現技法が、既に平泉にまで到達していたことを示す貴重な資料である[8]。
- 2016年（平成28年）には登場する動物がカプセルトイ（バンダイ）[9]や動物フィギュア（海洋堂）[10]として商品化。また、丸紅新電力のテレビCMとしてスタジオジブリによりアニメーション化された[11]。
- 2017年（平成29年）には登場する動物がペンケース・ぬいぐるみ（セキグチ）として商品化[12]。

## 甲巻の画像（全巻）
本節の画面説明は以下による。
- 辻惟雄『鳥獣人物戯画と嗚呼絵』至文堂〈日本の美術 300〉、1991年、pp.22 - 33, 87 - 91頁。

### 第1紙 - 第4紙前半
谷川で水浴する兎と猿、鼻をつまんで水に飛び込もうとする兎、柄杓をもつ兎、猿の背中をさするもう1匹の猿、鹿に馬乗りする兎と、後から水を引っかける猿。

### 第4紙後半 - 第7紙
草木の描写に続いて、兎組と蛙組の賭射/賭弓競技。蓮の葉製の的、狐火を点す狐、篠竹の弓を引き絞る兎、出番 を待ち弓矢の具合を調べる兎と蛙の選手たち。

### 第8紙 - 第10紙
賭射/賭弓競技後の宴会用の酒肴を運ぶ。長唐櫃をかつぐ2匹の兎、重い酒甕を大儀そうにかつぐ蛙と兎。賭弓競技に遅刻し、あわてて試合場に駆け付ける兎。

### 第11紙 - 第16紙前半
猿僧正に引出物の鹿を渡す兎／猪の手綱を引く蛙と世話をする兎（この場面は前の場面とつながりがなく、本来は甲巻最後の猿僧正への贈り物の後に続く場面）。
走って逃げる猿の犯人と、それを追跡する兎・蛙の検非違使／仰向けにひっくり返った蛙（喧嘩の被害者か）と心配して声をかける兎・蛙、「何ごとか」と振り向く狐の一家。
びんざさらを手に舞う蛙の田楽法師、それを見物する烏帽子姿の老蛙と猫。兎の背後から猫の様子をうかがう2匹の鼠もいる。左端の雉（裾から尾羽が出ているのでそれと分かる）の姫君とその従者たちの絵は本来この場面にあったものではない。

### 第16紙後半 - 第18紙
兎と蛙の相撲。声援する兎、兎の耳にかぶりつき足技をかける蛙、兎を投げ飛ばして気を吐く蛙、投げ飛ばされ、仰向けにひっくり返る兎、それを見て笑い転げる蛙たち。鳥獣人物戯画で最もよく知られる場面のひとつである。

### 第19紙 - 第23紙
双六盤と袋（中身は碁石か）を運ぶ2匹の猿（模本によれば、この後に囲碁の場面があった）。
法要の場面、袈裟を着て読経する猿僧正と本尊に扮した蛙、猿僧正の背後には狐と兎の僧、かたわらには扇で顔を隠す狐夫人（故人の縁者か）と涙をぬぐう猿。
法要を終えて一息つく猿僧正、猿僧正への僧供（御礼の品）を運ぶ兎・蛙。

## 鳥獣戯画の画像

甲巻より、水浴する動物たち
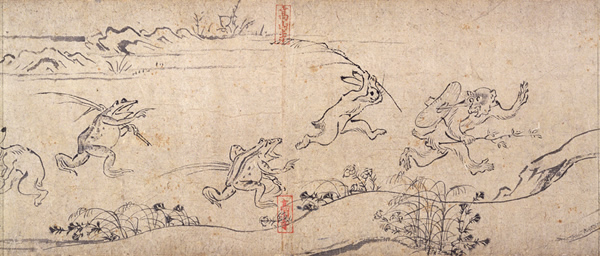
甲巻より、泥棒の猿を追いかける兎と蛙たち。
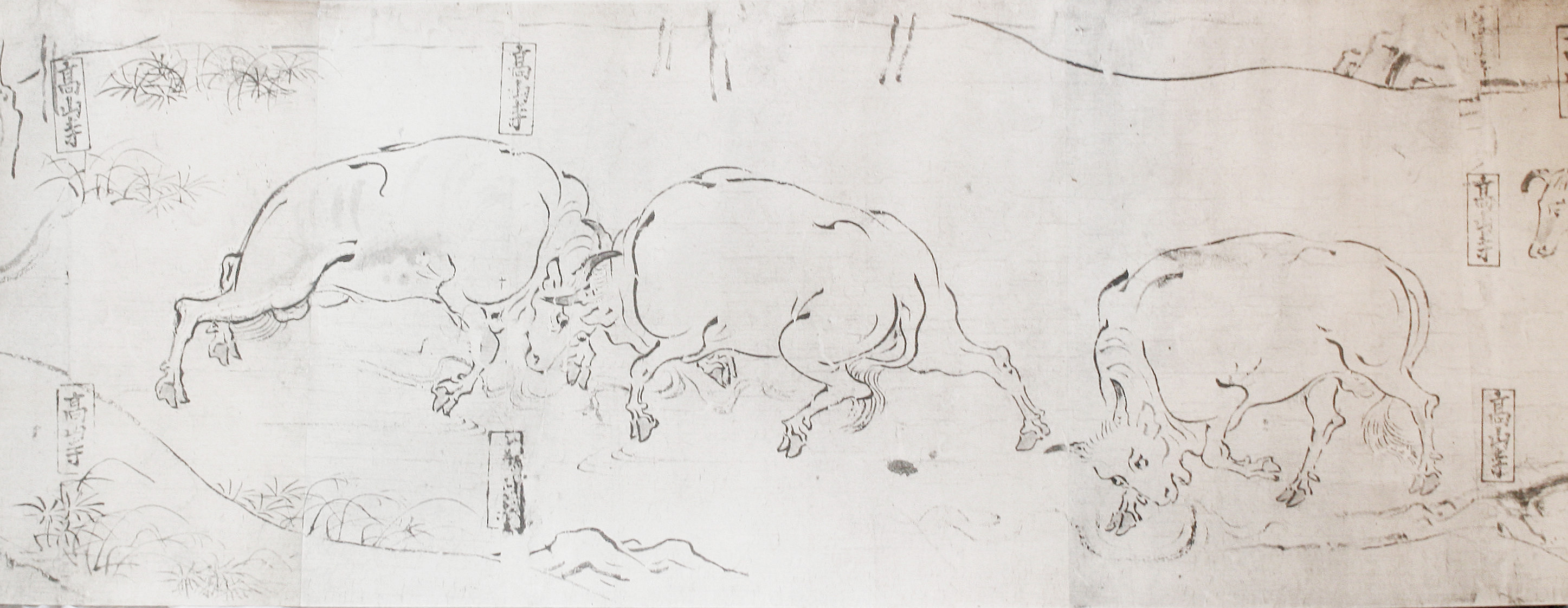
乙巻
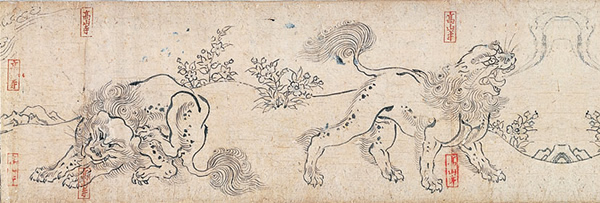
乙巻より、咆哮する獅子と背中を掻く獅子。
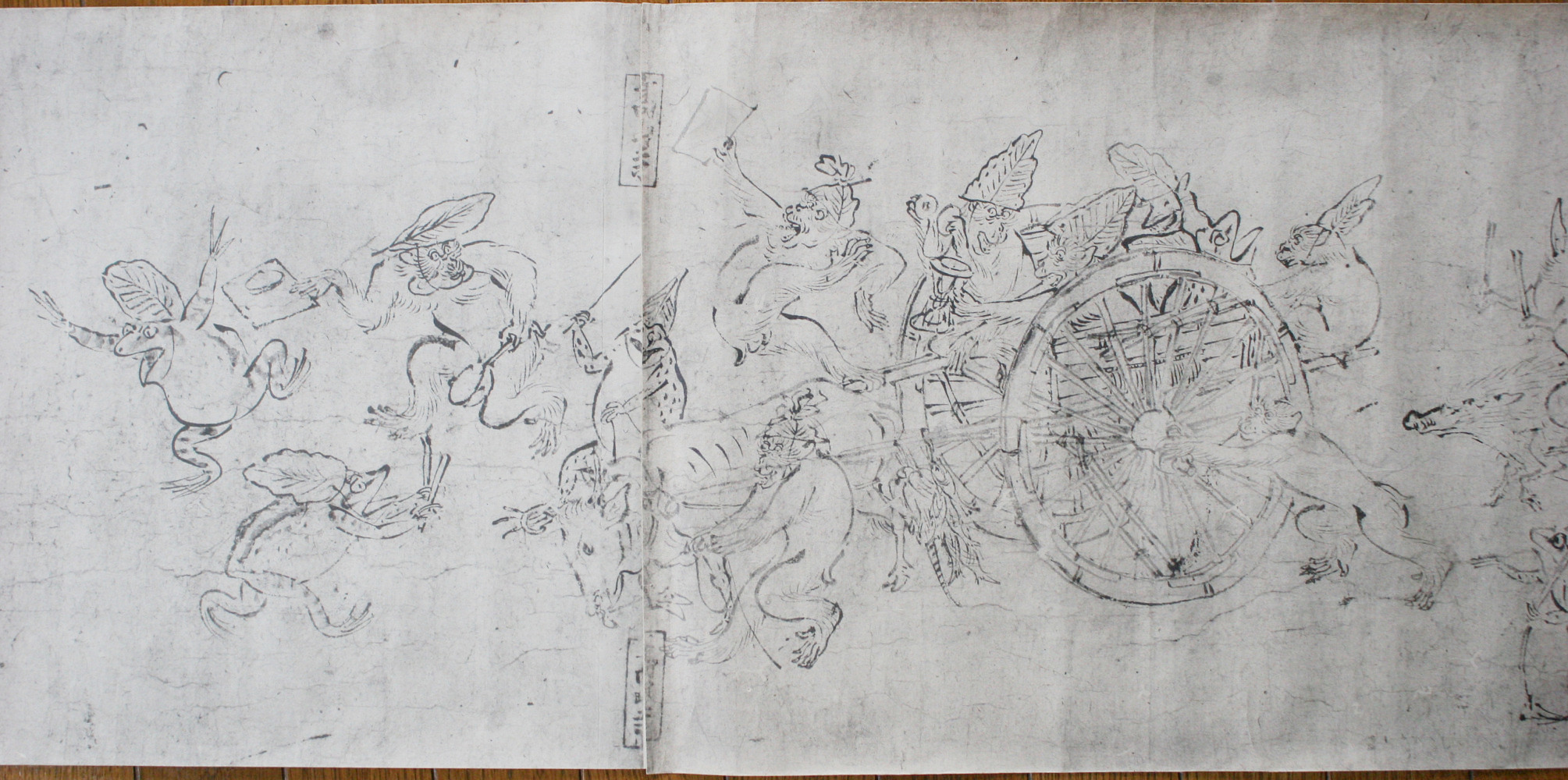
丙巻　後半
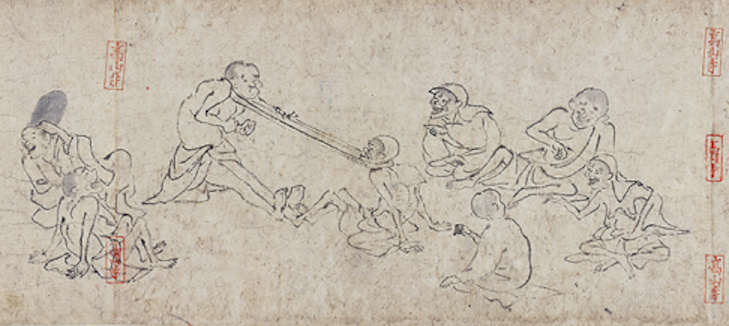
丙巻より、首に綱を巻いて綱引きをして遊ぶ男性たち。
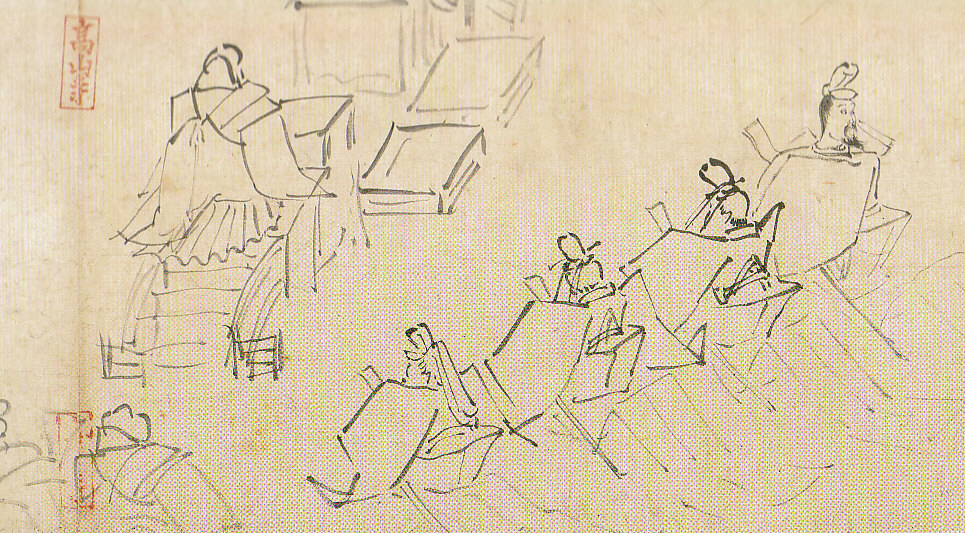
丁巻より、法要中の公家たち。
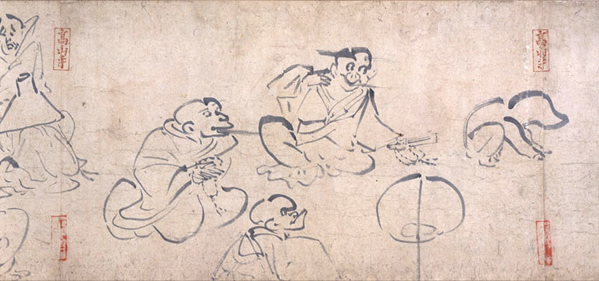
丁巻より、蛙のふりをした者に験比べをする僧侶たち。
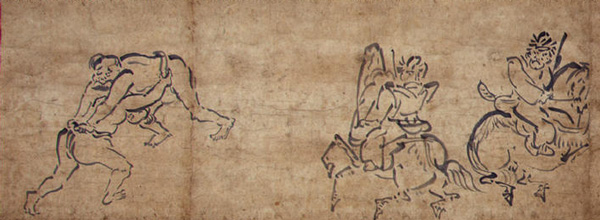
丁巻から流出した断簡、相撲をとる男性たちと、それを見物する武士。MIHO MUSEUM所蔵。